# 勒氏安彥鰍
勒氏安彥鰍為輻鰭魚綱鯉形目沙鰍科的其中一種，為熱帶淡水魚，分布於亞洲湄公河及湄南河流域，本魚體褐色到淡黃色，尾柄部有一黑色斑塊，魚鰭暗黃色，體長可達15公分，棲息在礫石底質有遮蔽物、流動快速溪流的底層水域，在清晨及黃昏時活動，以軟體動物等底棲性無脊椎動物為食，可作為觀賞魚。

## 扩展阅读
維基物種上的相關：勒氏安彥鰍